# Motang
Motang (Nepali मोटाङ oder Bhotang) ist ein Village Development Committee (VDC) in Nepal im Distrikt Sindhupalchok.
Das VDC Motang liegt im Himalaya im Norden von Sindhupalchok. Motang liegt östlich des Indrawati und reicht im Norden bis an die Distriktgrenze zu Rasuwa. Das Gebiet liegt größtenteils im Langtang-Nationalpark.
Der Bergsee Panch Pokhari (⊙) befindet sich im Osten von Motang. Dort befindet sich auch ein Tempel.  

## Einwohner
Bei der Volkszählung 2011 hatte das VDC Motang 2582 Einwohner (davon 1431 männlich) in 624 Haushalten.